# Bonin (herb szlachecki)
Bonin – polski herb szlachecki, znany z jedynego odcisku pieczętnego.

## Opis herbu
Tarcza dzielona w słup, w polu prawym dwie rogaciny w słup, jedna w górę, druga w dół, połączone żeleźcami, przekrzyżowane jakby krzywaśnią w pas, w polu lewym dwa trójkąty w słup, górny podstawą do góry, na której zaćwieczony krzyż równoramienny, dolny do dołu, połączone wierzchołkami. Barwy nieznane. Brak labrów, hełmu i klejnotu.

## Najwcześniejsze wzmianki
Pieczęć Piotra Iwanowicza Bonina, ziemianina nowogródzkiego, przyłożona w 1589 roku.

## Herbowni
Bonin.